# Cửa hàng outlet

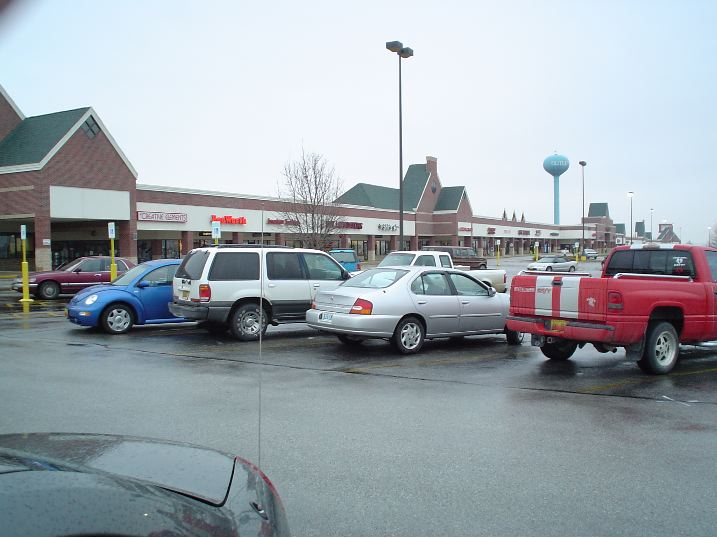
Trung tâm Outlet Nebraska Crossing (Gretna, Nebraska, 2004).

Cửa hàng outlet, outlet nhà máy hoặc cửa hàng nhà máy là một dạng cửa hàng truyền thống hoặc cửa hàng trực tuyến mà tại đây nhà sản xuất bán sản phẩm trong kho của mình trực tiếp cho người mua. Theo truyền thống, một outlet nhà máy là một cửa hàng bán trực tiếp các mặt hàng được sản xuất tại nhà máy hoặc được vận tải từ kho chứa hàng, đôi khi nhà sản xuất còn cho phép khách hàng xem trực tiếp công đoạn sản xuất sản phẩm từ đầu đến cuối, ví dụ như tại cửa hàng của L.L. Bean. Trong cách dùng hiện đại hơn, cửa hàng outlet là cửa hàng nơi những nhà sản xuất cùng lập nên với nhau để tạo thành một Trung tâm outlet. Người sáng tạo ra cửa hàng outlet là Harold Alfond, nhà sáng lập Công ty Giày Dexter.

## Lịch sử

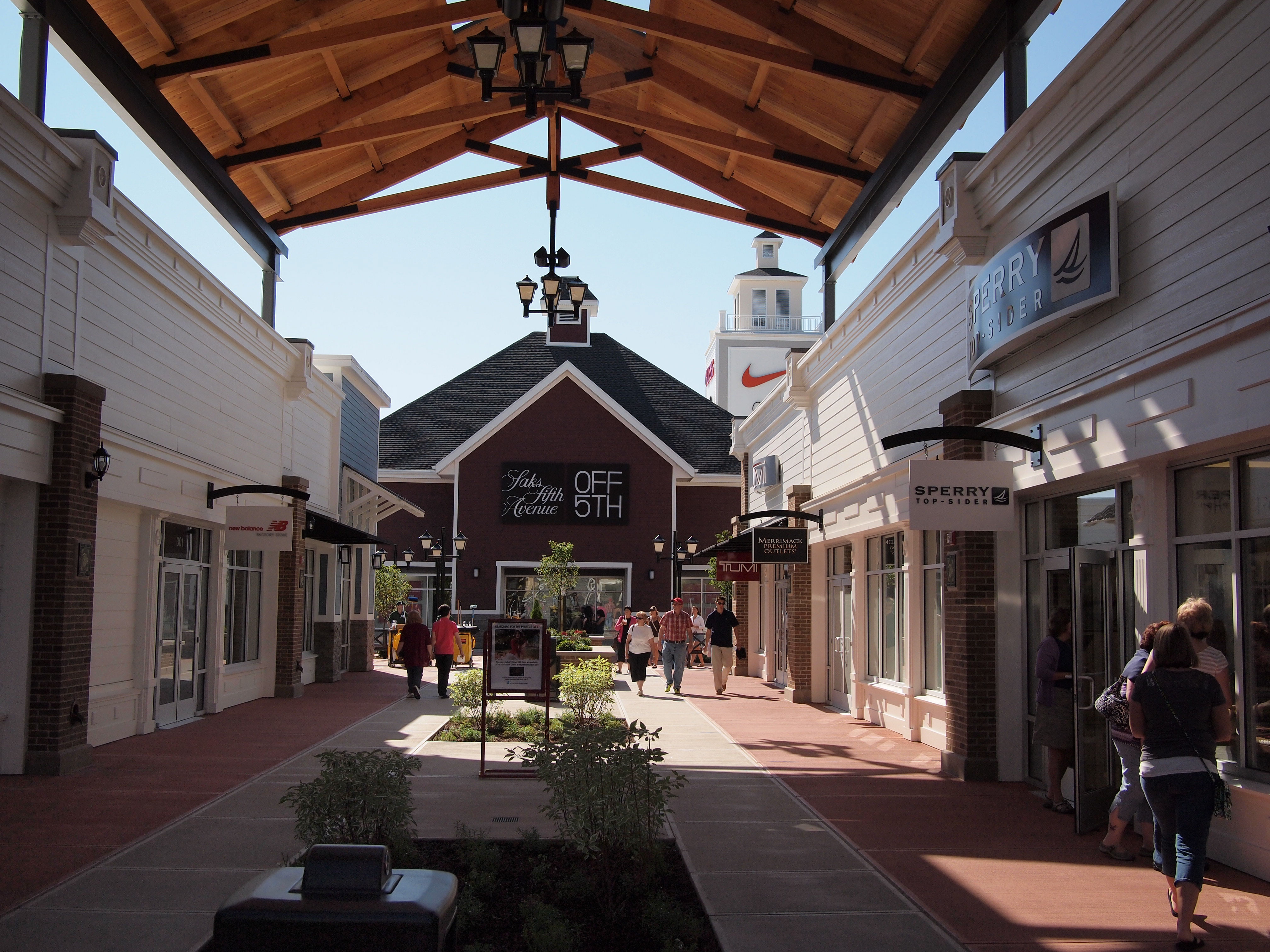
Cửa hàng Merrimack Premium Outlets tại New Hampshire năm 2012

Cửa hàng outlet lần đầu tiên xuất hiện tại miền đông nước Mỹ vào thập niên 1930. Lúc này, các cửa hàng nhà máy bắt đầu đề nghị bạn lại các mặt hàng bị lỗi hoặc hàng hết hạn cho nhân viên với một mức giá thấp. Sau một thời gian, những người mua các mặt hàng này không chỉ còn là người trong công ty mà còn là cả những người bên ngoài. Đến năm 1936, Anderson-Little (một thương hiệu thời trang cho nam) đã mở một cửa hàng outlet độc lâọ hoàn toàn với nhà máy của công ty. Vào thập niên 1970, mục đích sử dụng chủ yếu của các cửa hàng outlet là để nhanh chóng loại bỏ các mặt hàng bị lỗi hoặc hết mốt.
Năm 1974, Vanity Fair mở một trung tâm thương mại outlet với nhiều cửa hàng và thương hiệu khác nhau tại Reading, Pennsylvania. Trong suốt thập niên 1980 và 1990, các trung tâm thương mại outlet đã nhanh chóng phát triển khắp nước Mỹ. Một trung tâm outlet thông thường ở Mỹ thường sẽ có quy mô từ 1 đến 2 hecta. Quy mô này thậm có thể lên tới khoảng 5 hecta. Đến năm 2003, các trung tâm thương mại outlet tại Mỹ đã đem về doanh thu là 15 tỷ đo la Mỹ từ 260 cửa hàng.
Số lượng các trung tâm thương mại này tại Mỹ cũng gia tăng từ 133 vào năm 1988 lên thành 276 vào năm 1991 và 325 vào năm 1997 and 472 in 2013.
Các trung tâm thương mại outlet không chỉ là một hiện tượng chỉ có riêng tại Mỹ. Tại Canada, Dixie Outlet Mall được ra đời vào cuối thập niên 1980 và theo sau đó là Vaughan Mills vào năm 1999 và Toronto Premium Outlets vào năm 2013. Tại Châu Âu, nhà bán lẻ BAA McArthurGlen đã mở ra 13 trung tâm thương mại với hơn 1,200 cửa hàng và quy mô tổng cộng lên tới 30 hecta. Các loại cửa hàng outlet này cũng dần được du nhập vào Nhật Bản kể từ cuối thập niên 1990.
Tương tự ở Việt Nam những năm gần đây trào lưu mua hàng outlet nói chung và giày outlet nói riêng đã ngày càng phát triển và trở thành xu hướng mới. Do đó, ngày càng có nhiều cửa hàng outlet không chỉ do bản thân brand mở mà còn do các đơn vị tư nhân khác để đáp ứng nhu cầu trên.